# San Juan (República Dominicana)
San Juan de la Maguana es un municipio de la República Dominicana, que está situado en la provincia de San Juan.

## Geografía
Es el municipio cabecera y capital de la provincia de San Juan, en la región occidental de la República Dominicana y está situado en el centro del Valle de San Juan, el viejo Maguana taína, con la Cordillera Central ("Cordillera Central") al norte y al este, y la Sierra de Neiba al sur. Hacia el oeste hay una cadena de colinas bajas.
El río San Juan es el principal río de la región y el municipio está situado a orillas del mismo.

## Límites
Municipios limítrofes:
|                                         | Norte: Pedro Santana, San Ignacio de Sabaneta y San José de las Matas |                                  |
| Oeste: Las Matas de Farfán y El Cercado |                                                                       | Este: Bohechío y Padre Las Casas |
|                                         | Sur: Vallejuelo, Tamayo y Las Yayas de Viajama                        |                                  |

## Demografía
Según el Censo de Población y Vivienda de 2010, el municipio tenía una población total de 169 032. La población urbana del municipio era de 60,10 %. Estos datos poblacionales incluyen las poblaciones de los distritos municipales.

## Distritos municipales
Está formado por los distritos municipales de:
| Nombre                    | Código   |
| ------------------------- | -------- |
| San Juan                  | 07220101 |
| Pedro Corto               | 07220102 |
| Sabaneta                  | 07220103 |
| Sabana Alta               | 07220104 |
| El Rosario                | 07220105 |
| Hato del Padre            | 07220106 |
| Guanito                   | 07220107 |
| La Jagua                  | 07220108 |
| Las Maguanas-Hato Nuevo   | 07220109 |
| Las Charcas de María Nova | 07220110 |
| Las Zanjas                | 07220111 |

## Historia
San Juan de la Maguana es una de las ciudades más antiguas del país. Ocupa el mismo valle donde tenía asiento el cacicazgo de Maguana y el histórico “Corral de los Indios”. Su líder y caudillo fue Caonabo (que en lengua aborigen quiere decir "gran señor de la tierra"), indómito cacique que libró una dura batalla contra los colonizadores españoles. Al ser vencido este por Alonso de Ojeda, le fue otorgada la primera concesión de 6 leguas por los Reyes Católicos. 
San Juan de la Maguana fue fundado a principios del siglo XVI (hacia el año 1504) por Diego Velázquez de Cuéllar quien fue el II Almirante de la Mar Océana. Fundó en La Española las poblaciones de Villanueva de Yáquimo, San Juan de la Maguana, Azua de Compostela, Salvatierra de la Sabana, Santa María de la Vera Paz y Bánica y en Cuba las ciudades de Nuestra Señora de la Asunción de Baracoa, San Salvador de Bayamón, Santiago de Cuba, Santísima Trinidad, Santa María de Puerto Príncipe, Sancti Spíritus, San Cristóbal de La Habana y San Juan de los Remedios.
Desde su inicio San Juan fue una villa floreciente por la riqueza de su flora y la benevolencia de su clima. El cultivo de frutales y comestibles de todo tipo, además de la explotación de la caña de azúcar como renglón comercial de importancia, constituyeron el renglón principal para el empleo de mano de obra. San Juan poseyó en principio cuatro "trapiches" para la explotación de la caña a los que los colonos llamaban ingenios. El primero de estos trapiches estuvo instalado en el centro de la población.
Dependiendo de esta villa fueron las labranzas y caseríos de La Higuera, asiento patriarcal del "encomendador" Don Francisco de Valenzuela y lugar de nacimiento del Indio Guarocuya. Guarocuya es el nombre aborigen de Enriquillo, quien se alzaría en armas contra los colonizadores.
Ya hacia el año 1550 la primera villa estaba casi desierta a causa de las incursiones de los llamados negros cimarrones, quienes tomaron a San Juan como punto de paso entre el Cibao y los "manieles" de Neyba y Bahoruco, ocasionando daños en sus travesías. Estos negros cimarrones engrosaban continuamente las fuerzas de rebeldía encabezadas por Enriquillo. Finalmente, un gran terremoto puso fin a la primera villa de la Maguana, destruyéndola por completo.
En el año 1592, un vecino de Yaguana, de nombre Antonio de Ovalle hizo asiento en la audiencia para refundar a San Juan de la Maguana. Así se fundó por segunda vez San Juan y Ovalle fue su corregidor. A raíz de la Invasión de Penn y Venables, realizada con tropas que desembarcaron en Azua, San Juan fue ocupada por los ingleses, quienes al resistirse incendiaron los ingenios y la villa situada en lo que hoy se llama La Culata.
Para 1777, según el padrón ordenado por el gobernador José Solano y Bote, en San Juan de la Maguana existían unas 252 familias, lo que hace suponer que había un número igual de viviendas.
Hacia finales del 1800 el área comprendida entre las calles 27 de Febrero y Monseñor Meriño era ya un caserío; esta zona, ubicada al oeste de la ciudad hasta el río San Juan, constituye en la actualidad una de las más tradicionales y más pobladas de San Juan de la Maguana, encontrándose en la misma la Catedral San Juan Bautista, el Parque Sánchez, la antigua casa de Lilís (ya destruida), la del General José María Cabral y Luna, etc.
En las guerras de la Independencia contra los colonizadores haitianos, San Juan alcanzó el singular privilegio de servir de escenario para una derrota significativa al ejército invasor de ese país en la Batalla de Sabana de Santomé escenificada el 22 de diciembre de 1855.
Comandaron las tropas dominicanas José María Cabral y Luna y Eusebio Puello. El emperador haitiano Soulouque, que esperaba la victoria en la sección de Punta Caña se tuvo que retirar apresuradamente, llevándose consigo sus sueños imperiales de la Isla.
La Guerra Restauradora contra España también dejó sus huellas en el municipio. Francisco del Rosario Sánchez (uno de los trinitarios de la República) fue fusilado con sus compañeros expedicionarios, el 4 de julio de 1861, al protestar con las armas en las manos, contra la anexión al país europeo.
Al tronco de esa vieja guázuma durmieron los restos mortales de Sánchez hasta que la sociedad republicana vino a exhumarlos, en el 1875, para darle sepultura en el Altar de la Patria, junto a Duarte y Mella.
Levantamiento y muerte de Olivorio Mateo, en la montaña de la sección Maguana, en contra de las tropas norteamericanas que invadieron el país (1916-1924). Este movimiento de resistencia surge debido a las medidas arbitrarias impuestas por el régimen norteamericano, las cuales ponían en peligro la tenencia de la tierra y creencias de la región.
En San Juan se encuentra la Agüita de Maguana, que ubicada en la sección de Maguana Arriba, en la cual se práctica el sentimiento religioso de lo que se conoce como: "Olivorismo", movimiento mesiánico que tiene figura a Olivorio Mateo.
Al llegar Trujillo al poder, pone su atención en la Común de San Juan de la Maguana y para 1938 la eleva a categoría de Provincia, con el nombre de Benefactor. Se apropia de una enorme cantidad de tierra fértil (1 110 250.53 tareas), siendo la porción de terreno más grande que poseía la familia Trujillo en el país, figurando a nombre de María Martínez Vda. Trujillo (38 109). Una vez que Trujillo muestra interés por ‘su provincia’, que no era la única, se construyeron importantes obras a partir de 1940, tales como: el Hotel Maguana, el Palacio de Justicia, el antiguo convento de monjas y las escuelas eclesiásticas; todas estas construcciones en las proximidades del Arco de Triunfo de San Juan de la Maguana, el cual había sido inaugurado el 1 de enero de 1939, día en que se iniciaba la categoría de Provincia Benefactor. También fueron construidas a partir de la década de 1940, el antiguo Mercado, la glorieta municipal y los 3 puentes más importantes en el camino de Azua –después del puente del puente sobre el río Yaque de Sur–: Tenguerengue, Jínova y Mijo, además del puente sobre el río San Juan al oeste de la ciudad.
Y finalmente la Masacre de Palma Sola, ocurrida el 28 de diciembre de 1962, donde fueron perseguidos y masacrados los seguidores de Olivorio Mateo, por fuerzas militares. Este fue un episodio sangriento que costó la vida a cientos de dominicanos.

## Economía
Las principales actividades económicas de la provincia son la ganadería y la agricultura; en este valle existió desde los tiempos de la colonia una simarronada de ganado vacuno, caprino y caballar que fue desapareciendo a través de los años; luego se introdujo el ganado lechero siendo la primera provincia productora de leche del suroeste. La agricultura, gracias a las tierras fértiles y el clima, son aptas para el cultivo de cereales y leguminosas tales como: los fríjoles, habichuelas, arroz, maíz, maní, gandules, habas y sorgo, los cuales le han dado el nombre a la provincia de "El Granero del Sur".

## Festividades
Las fiestas patronales de San Juan de la Maguana se celebran los 24 de junio de cada año, día de San Juan Bautista.

## Tradiciones
San Juan es conocido en la isla por albergar una diversidad de tradiciones culturales en las cuales se encuentran grandes cantidades de registros sobre brujería. Se la conoce como "Fiesta de palos", que es un ritual hecho cada cierto tiempo en el municipio.[cita requerida] Se realizan unas figuras a las cuales se les adjudican poderes mágicos, denominadas Brujos de San Juan.
Además, el cristianismo evangélico ha ganado una presencia significativa en la comunidad local siendo una de las comunidades religiosas más crecientes en los últimos años compuesta en su mayoría por jóvenes. Además existe la presencia de testigos de Jehová, integrantes de la Iglesia de Jesucristo de los Santos de los Últimos Días, y otras denominaciones religiosas relacionadas con el cristianismo.
Otro factor importante que influye en las costumbres de las personas de la ciudad es la fuerte presencia de centros de bebidas alcohólicas siendo este uno de los pasatiempos más practicados por los sanjuaneros. 
Otra tradición es la preparación del chenchén. El chenchén es una deliciosa preparación culinaria que se encuentra en San Juan de la Maguana. Este plato es conocido por su sabor único y es una parte importante de la gastronomía local. El chenchén se prepara a base de maíz y leche, creando una textura cremosa y un sabor característico. Se sirve típicamente acompañado de habichuelas guisadas (frijoles rojos) y carne de chivo guisada, lo que añade un toque de proteína y sabor a la comida. La combinación de ingredientes y especias locales le da al chenchén un sabor auténtico y delicioso que atrae tanto a los locales como a los visitantes. 
Esta tradición culinaria es especialmente apreciada en San Juan de la Maguana y se disfruta en reuniones familiares, celebraciones festivas y eventos especiales. El chenchén se ha convertido en un plato emblemático de la región y una forma importante de preservar y celebrar la cultura gastronómica dominicana.